# 葦穂村
葦穂村（あしほむら）は、茨城県新治郡にかつて存在した村である。

## 地理
- 現在の石岡市、旧八郷町の西部に位置する。
- 八溝山地の筑波山塊に位置し、村域のほとんどは山がちな地形である。

## 歴史
村名は足尾山（葦穂山）の山麓に村が位置することに由来する。

### 村域の変遷
- 1889年（明治22年）4月1日 - 町村制施行により、小倉村・吉生村・上曽村・小屋村・小山田村・鯨岡村・狢内村が合併し発足。
- 1955年（昭和30年）1月1日 - 柿岡町・小幡村・恋瀬村・瓦会村・園部村・林村・小桜村と合併し八郷町が発足。同日葦穂村廃止。

変遷表
| 1868年 以前 | 1868年 以前 | 明治22年 4月1日 | 昭和30年 1月1日 | 平成17年 10月1日 | 現在   |
| ----------- | ----------- | --------------- | --------------- | ---------------- | ------ |
|             | 小倉村      | 葦穂村          | 八郷町          | 石岡市           | 石岡市 |
|             | 吉生村      | 葦穂村          | 八郷町          | 石岡市           | 石岡市 |
|             | 上曽村      | 葦穂村          | 八郷町          | 石岡市           | 石岡市 |
|             | 小屋村      | 葦穂村          | 八郷町          | 石岡市           | 石岡市 |
|             | 小山田村    | 葦穂村          | 八郷町          | 石岡市           | 石岡市 |
|             | 鯨岡村      | 葦穂村          | 八郷町          | 石岡市           | 石岡市 |
|             | 狢内村      | 葦穂村          | 八郷町          | 石岡市           | 石岡市 |

## 大字
- 小倉（おぐら）
- 吉生（よしう）
- 上曽（うわそ）
- 小屋（こや）
- 小山田（おやまだ）
- 鯨岡（くじらおか）
- 狢内（むじなうち）

## 人口・世帯

### 人口
総数 [単位： 人]
| 1891年（明治24年） | 2,812 |
| 1920年（大正 9年） | 3,384 |
| 1935年（昭和10年） | 3,377 |
| 1950年（昭和25年） | 4,279 |

### 世帯
総数 [単位： 世帯]
| 1920年（大正 9年） | 619 |
| 1935年（昭和10年） | 579 |
| 1950年（昭和25年） | 721 |